# Bysław (gmina)
Bysław (od 1973 Lubiewo) – dawna gmina wiejska istniejąca w latach 1934–1954 w woj. pomorskim/bydgoskim (dzisiejsze woj. kujawsko-pomorskie). Siedzibą władz gminy był Bysław.
Gmina zbiorowa Bysław została utworzona 1 sierpnia 1934 roku w powiecie tucholskim w woj. pomorskim z dotychczasowych jednostkowych gmin wiejskich: Bysław, Bysławek, Iwiec, Klonowo, Lubiewice, Lubiewo, Minikowo, Płazowo (główna część), Trutnowo, Wysoka i Cekcyn (część) oraz z obszarów dworskich położonych na tych terenach lecz nie wchodzących w skład gmin. 
Po wojnie gmina zachowała przynależność administracyjną. 1 stycznia 1950 roku część gminy Bysław (część gromady Płazowo) włączono do gminy Cekcyn. 6 lipca 1950 roku zmieniono nazwę woj. pomorskiego na bydgoskie. Według stanu z dnia 1 lipca 1952 roku gmina składała się z 11 gromad: Bysław, Bysławek, Iwiec, Klonowo, Lubiewice, Lubiewo, Minikowo, Płazowo, Trutnowo, Wełpin i Wysoka. Gmina została zniesiona 29 września 1954 roku wraz z reformą wprowadzającą gromady w miejsce gmin. Jednostki nie przywrócono 1 stycznia 1973 roku po reaktywowaniu gmin, utworzono natomiast jej terytorialny odpowiednik, gminę Lubiewo.